# Теліцино (Псковська область)
Теліцино (рос. Телицино) — присілок в Гдовському районі Псковської області Російської Федерації.
Населення становить 2 особи. Входить до складу муніципального утворення Полновська волость.

## Історія
Від 2005 року входить до складу муніципального утворення Полновська волость.

## Населення
| 2001 | 2002 | 2010 |
| ---- | ---- | ---- |
| 8    | ↗10  | ↘2   |